# Sala do Manège

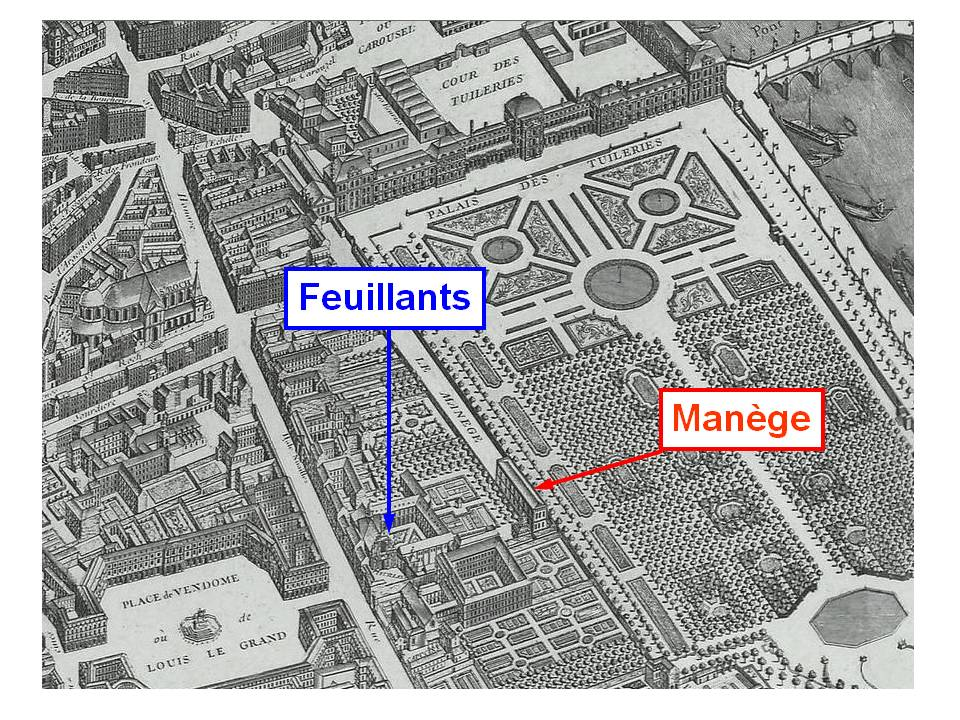
A Sala do Manege na planta de Turgot.

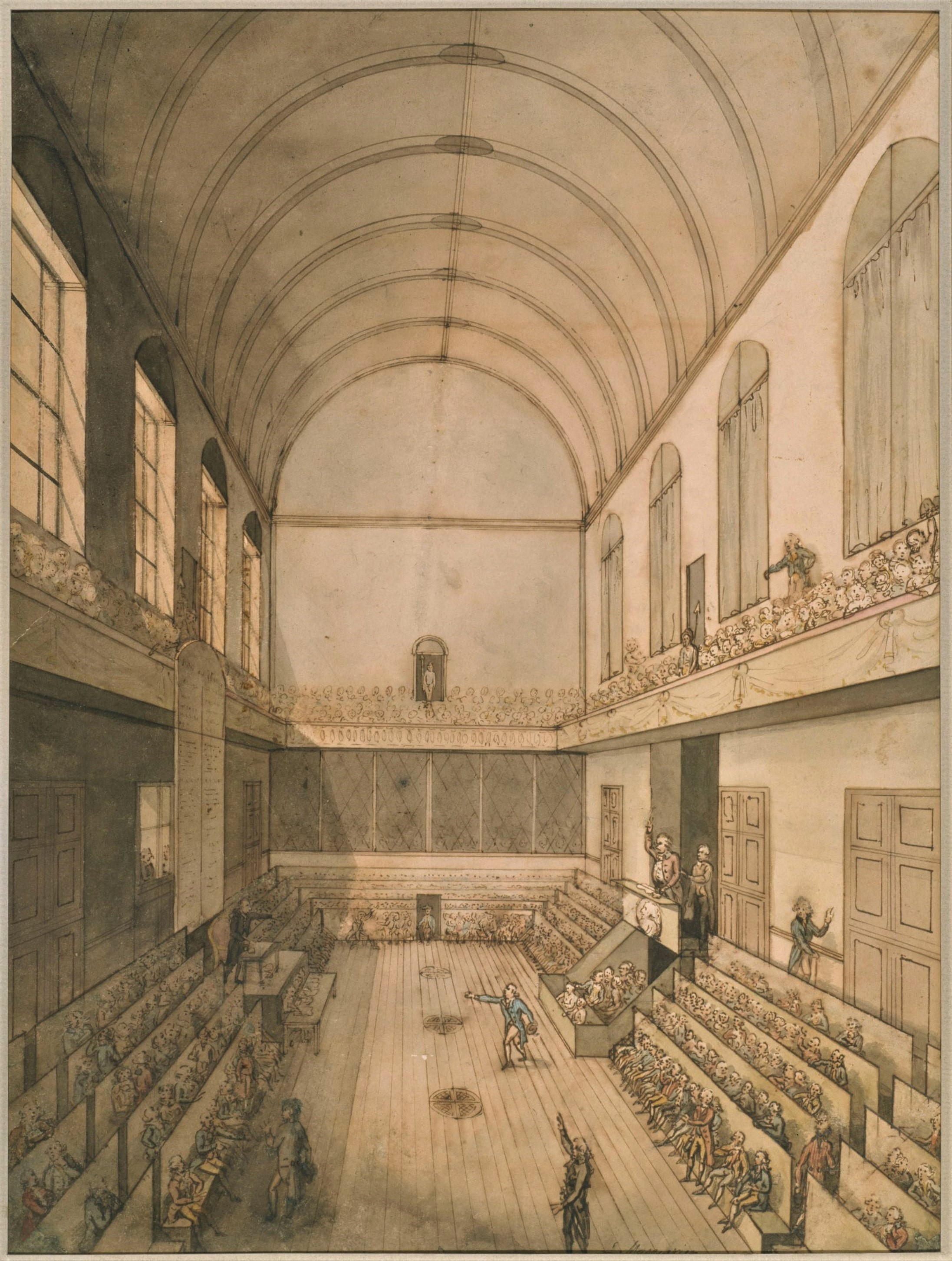
A Sala do Manege sob a Revolução Francesa.

A Sala do Manège  em Paris, é o local  onde se reunia a Assembleia Constituinte de 1789, durante a Revolução Francesa.

## Histórico
Quando da infância do rei Luís XV de França, foi construído um vasto manège ao lado do Palácio das Tulherias, em Paris, cedido posteriormente a um escudeiro do rei que explorava o local como academia equestre. Passou de mão em mão, acabando por constituir-se numa espécie de propriedade privada, apesar de nunca deixar de ser, de fato, uma propriedade da Coroa de França. Foi com este título que foi recuperado pela Assembleia Nacional quando esta procurava estabelecer-se em algum lugar fora do palácio do arcebispo de Paris, impróprio para comportá-la.

## Ocupação pela Assembleia Nacional
Em 9 de Novembro de 1789, depois da Jornada de 5 e 6 de Outubro, responsável pela transferência do Rei e da família real para Paris, a Assebléia Nacional Constituinte, formalmente os Estados Gerais de 1789, transfere suas deliberações de Versailles para as Tulherias, seguindo o rei, e instala-se na Sala do Manège, às margens do palácio parisiense. Tendo nacionalizado os bens do Clero, a Assembleia Nacional, solicita um espaço maior do que o Manège e estende sua ocupação para dois conventos adjacentes - o  dos Capuchinhos (que logo depois sediará o prelo revolucionário em seu refeitório)  e o dos Feuillants, cuja simpática biblioteca receberá os arquivos da Assembleia.

### Os conventos
O Convento dos Capuchinhos é de proporções modestas enquanto o dos Feuillants exibe um certo luxo arquitetônico através de sua entrada, situada no eixo da atual Rua Castiglione (na altura da Rue Saint-Honoré). Separando os dois conventos, uma estreita passagem abre-se ao fundo do pátio dos Feuillants e chega até ao jardim das Tulherias, constituindo, pelo uso, uma espécie de passagem pública.
O edifício do Manège não tem porte suficiente para receber o conjunto de serviços que acompanham a Assembleia Nacional. Eles são distribuídos sobre os edifícios dos conventos. Os arquivos da Assembleia Nacional foram alocados na bela biblioteca do Conventos dos Feuillants; o tesouro dos dons patrióticos, nos aposentos do pregador; o escritório de geografia, no claustro, e o prelo, no refeitório dos Capuchinhos.

### A passagem
Para ligar os escritórios à sala da Assembleia foi preparada, no jardim dos Feuillants, uma passagem de tábuas, levando até à sala do pessoal. A porta principal abria-se sobre um pátio que margeava diversas construções do corpo de guarda.
O público encontrava lugar nas duas extremidades da sala ou ainda nos camarotes, o que fazia reforçar sua semelhança com um teatro, já que o público da época era amante dos debates políticos e comparecia à Assembleia Nacional como se fosse a um espetáculo.
Não demorou muito, portanto, para que, num panfleto intitulado "Les Chevaux au Manège"('Os Cavalos do Manège'), os deputados influentes fossem apelidados com nomes de cavalos, tanto com concisão quanto imparcialidade :
- Mirabeau : Petulante
- Clermont-Tonnerre : Amuado
- Abade Montesquieu : Astuto
- Abade Maury : Cabra Velha
- Boisgelin : Indiferente
- Duque do Châtelet : Terrível
- Conde de Entraigues : Inconstante
- Duque de Coigny : Atraente
- Abade Grégoire : Intrépido
- Cavaleiro de Boufflers : Alegre
- Moreau de Saint-Méry : Rinoceronte
- Cazalès : Sonâmbulo
- Alexandre de Lameth : Impagável (que não se pode pagar)
- Thouret : Trovejante
- Bailly : Feliz
- Target : Indócil
- Rabaud de Saint-Étienne : Bom
- D’Epréménil : Intratável
- Malouet : Seguro
- D’Aiguillon : Cambaleante
- Príncipe de Poix : Belo
- M. de Montesquieu : Soberbo
- Barnave : Espantoso

## Saída da Assembleia Nacional doManègepara as Tulherias
A Assembleia Nacional permaneceria no Manège até 9 de Maio de 1793, quando a Convenção se apossou das Tulherias, tanto por razões práticas quanto simbólicas: com sua entrada no antigo palácio dos reis, ficava claro que ela teria, dali por diante, o poder de facto.